# Леонардо Астрада
Леонардо Астрада (ісп. Leonardo Astrada, нар. 6 січня 1970, Буенос-Айрес) — аргентинський футболіст, що грав на позиції опорного півзахисника. По завершенні ігрової кар'єри — тренер.
Виступав, зокрема, за клуб «Рівер Плейт», а також національну збірну Аргентини.
Десятиразовий чемпіон Аргентини. Володар Кубка Лібертадорес. У складі збірної — володар Кубка Америки. 

## Клубна кар'єра
У дорослому футболі дебютував 1988 року виступами за команду «Рівер Плейт», в якій провів дванадцять років, взявши участь у 297 матчах чемпіонату.  Більшість часу, проведеного у складі «Рівер Плейта», був основним гравцем команди.
Протягом частини 2000 року грав у Бразилії за «Греміо», після чого повернувся до «Рівер Плейт», в якому через три роки і завершив ігрову кар'єру.

## Виступи за збірну
1991 року дебютував в офіційних матчах у складі національної збірної Аргентини. Того ж року поїхав у складі національної команди на Кубок Америки, що проходив у Чилі і де аргентинці здобули титул континентальних чемпіонів. На цьому турнірі Астрада забив свій єдиний гол у формі збірної, відзначишись у ворота збірної Парагваю у грі групового етапу.
Згодом також був учасником розіграшу Кубка Америки 1995 року в Уругваї та чемпіонату світу 1998 року у Франції.
Загалом протягом кар'єри у національній команді, яка тривала 9 років, провів у її формі 32 матчі, забивши 1 гол.

## Кар'єра тренера
Розпочав тренерську кар'єру невдовзі по завершенні кар'єри гравця, 2004 року, очоливши тренерський штаб рідного «Рівер Плейт». Того ж року привів команду до перемоги в Клаусурі національної футбольної першості.
Згодом протягом другої половини 2000-х очолював команди клубів «Росаріо Сентраль», «Колон», «Естудьянтес» і знову «Рівер Плейт». 
Протягом частини 2011 року і протягом 2014—2015 працював у Парагваї з командою «Серро Портеньйо». Також тренував «Архентінос Хуніорс» і «Атлетіко Рафаела».

## Титули і досягнення

### Як гравця
- Чемпіон Аргентини (10):

«Рівер Плейт»: 1989-1990, 1991 (Апертура), 1993 (Апертура), 1994 (Апертура), 1996 (Апертура), 1997 (Клаусура і Апертура), 1999 (Апертура), 2002 (Клаусура), 2003 (Клаусура)
- Володар Кубка Лібертадорес (1):

«Рівер Плейт»: 1996
- Володар Суперкубка Лібертадорес (1):

«Рівер Плейт»: 1997
- Володар Кубка Америки (1):

Аргентина: 1991

### Як тренера
- Чемпіон Аргентини (1):

«Рівер Плейт»: 2004 (Клаусура)